# Matis Louvel
Matis Louvel (Mont-Saint-Aignan, 19 de julio de 1999) es un ciclista profesional francés. Desde 2025 corre para el equipo israelí Israel-Premier Tech de categoría UCI ProTeam.

## Palmarés
2019
- 1 etapa de la Ronde d'Isard

2021
- Vuelta a Castilla y León

2022
- Druivenkoers Overijse

## Resultados en Grandes Vueltas
| Carrera | Carrera         | 2020 | 2021 | 2022 | 2023 | 2024 | 2025  |
| ------- | --------------- | ---- | ---- | ---- | ---- | ---- | ----- |
|         | Giro de Italia  | —    | —    | —    | —    | —    | —     |
|         | Tour de Francia | —    | —    | 73.º | 65.º | —    | 100.º |
|         | Vuelta a España | —    | —    | —    | —    | —    | —     |

—: no participa
Ab.: abandono

## Equipos
- Groupama-FDJ (stagiaire) (2019)[3]
- Arkéa[4][5] (2020-2024)
  - Arkéa Samsic (2020-2023)
  - Arkéa-B&B Hotels (2024)
- Israel-Premier Tech (2025-)